# Aconias tarsatus
Aconias tarsatus là một loài tò vò trong họ Ichneumonidae.